# Sint-Joris (Wessemse schutterij)
Sint-Joris is de schutterij van Wessem, een dorp op de grens van Nederlands- en Belgisch-Limburg.
De schutterij was in  2005 ruim 410 jaar oud. Er zijn aanwijzingen dat de schutterij zelfs ouder is. St. Joris behoort met vijf OLS-overwinningen in 1913, 1931, 1934, 1947 en 2004 en de eerste prijs op het achtste Europees Schutterstreffen in Valkenburg in 1989 tot een succesvolle schutterij van Limburg.

## Geschiedenis van St. Joris

### 1553 - 1857
In 1553 was er reeds een reglement, dat in 1652 overgenomen zou worden als het reglement van St. Joris. 
In 1595 zorgde 
Pastoor Hermannus Boetzelaar voor de heroprichting van de broederschap “St. Medardus”.
In 1652 schreef koster-schoolmeester Joannes Wassenberg een reglement over uit het jaar 1553 en vermeldde daarachter de namen van 63 leden. 
Het oudste koningsschild, dat nu nog tot het Koningszilver van Schutterij “St. Joris” behoort, werd in 1680 geschonken door Jacobus Jacobi, oud-scholtis in Wessem, 64e lid van de broederschap van “St. Medardus”. In het archief van het Rijksmuseum te Amsterdam bevindt zich een nog een veel ouder patroonsschild uit 1599.

In 1710 ging 
de jongste schutten van “St. Joris” een geldlening aan van fl. 64,- voor de aanschaf van een vaandel.
In 1857 hieven pastoor Vandevondervoort en burgemeester Hennissen de schutterij op na onregelmatigheden bij de verpachting van de Schuttebeemden.

### 1898 - tot aan de Tweede Wereldoorlog
In 1898 richtte 
Kapitein Johannes Timmermans de schutterijen van “St. Joris” en “St. Medardus” opnieuw op.
In 1913 won de afdeling “St. Medardus” in Horn voor de eerste keer het Oud Limburgs Schuttersfeest.
In 1914 organiseerde 
St. Joris het eerste Oud Limburgs Schuttersfeest (OLS) in Wessem. Het OLS werd gewonnen door St. Anna uit Santfort.
In 1926 werd de Midden Limburgse Schutters Bond (M.L.S.B.) opgericht. Medeoprichter Mich. Geurts uit Wessem zou 32 jaar voorzitter blijven.
In 1931 won schutterij
“St. Joris” in Baarlo voor de tweede maal het Oud Limburgs Schutterfeest en in 1934 won zij hem voor de derde keer, ditmaal in Montfort

### Na de Tweede Wereldoorlog
In 1947 werd 
in Santfort (bij Ittervoort) het eerste naoorlogse Oud Limburgs Schutterfeest naar Wessem gehaald. Dit was de vierde maal dat St. Joris het Oud Limburgs Schuttersfeest won. 
In 1949 werd de schutterij uitgebreid met de drumband en het exercitiepeloton. 
Het exercitiepeloton wist verschillende keren de eerste prijs op een OLS te behalen.
Bij het eerste Oud Limburgs Schutterfeest in Belgisch Limburg, gehouden te Rotem in 1952, werd de tweede prijs bij het korpsschieten behaald en won het exercitiepeloton de ereprijs.
In 1969 werd een damescomité opgericht en in 1970 werd het bedrijfsschieten voor zestallen voor de eerste keer georganiseerd. 
In 1972
wist Daniël Bidlot als eerste schutter van “St. Joris” het persoonlijk kampioenschap van de M.L.S.B. te winnen. In latere jaren werd dit kampioenschap nog gewonnen door Jac Maessen (1973 en 1992), Cornel Bidlot (1988), Henri Scheeren (1989 en 1997) en Thijs Deneer (1998).
In 1981 werden de huidige gala-uniformen van de Garde Grenadiers aangeschaft en in 1982 werd op het huidige schietterrein aan de Hagenbroekerweg een houten kantine gebouwd. 
In 1989 won 
St. Joris de eerste prijs bij het Buksschieten tijdens het 8e Europees Schutterstreffen in Valkenburg. In 1991 werd Leny Vaes-Hobus in Asenray “Bondskoning M.L.S.B.” ter gelegenheid van het 200e bondsfeest van deze bond.

## Koninklijk Erkende Schutterij St. Joris
In 1995 werd de Club van 50 opgericht. In 2005 kende deze 160 leden.
Ter ere van het 400-jarig bestaan van “St. Joris” Wessem werd een jubileumfeest georganiseerd.
De bij de koningin ingediende aanvraag tot koninklijke erkenning werd gehonoreerd.
In 2002 werden klaroenen aangeschaft, met als doel de drumband om te vormen tot klaroenkorps.
Tijdens het Oud Limburgs Schuttersfeest in Kessenich, in 2003, werd de tweede plaats bij korpsschieten behaald. 
In 2004 won Erik Steffanie in Maasniel het individueel kampioenschap der beide Limburgen.
Tijdens het bondsschuttersfeest in Melick maakte het klaroenkorps zijn officieel debuut.
In juli 2005 vond het vijfde OLS op Wessemse bodem plaats. Op dat moment bestond Schutterij “St. Joris” 410 jaar. 
Op zondag 3 juli 2005 waren er om en nabij de 40.000 bezoekers op het OLS. 
De zaterdag erna, 9 juli 2005, toen nog zo'n 40 korpsen mochten strijden om de hoogste eer waren er 6000 tot 7000 bezoekers. St. Catharina uit Stramproy won het OLS na een wedstrijd met St.Antonius uit Nederweert.